# راچستر (نیوهمپشایر)
راچستر (به انگلیسی: Rochester) شهری در ایالت نیوهمپشایر کشور ایالات متحده آمریکا است که جمعیت آن در سرشماری سال ۲۰۱۰ میلادی، ۲۹٬۷۵۲ نفر بوده‌است.

## نگارخانه

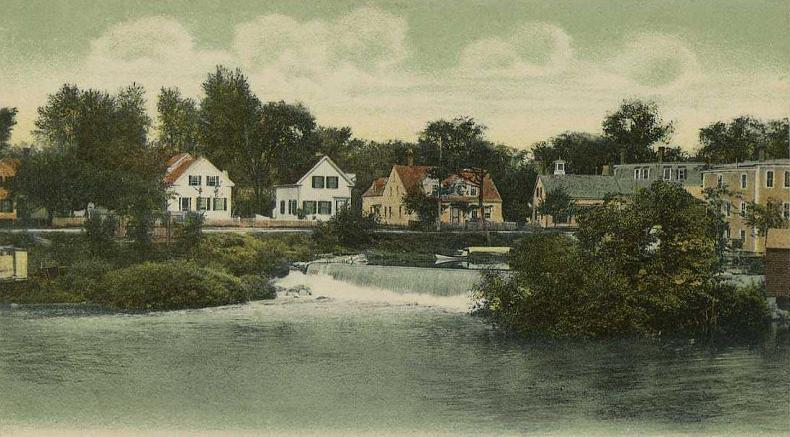
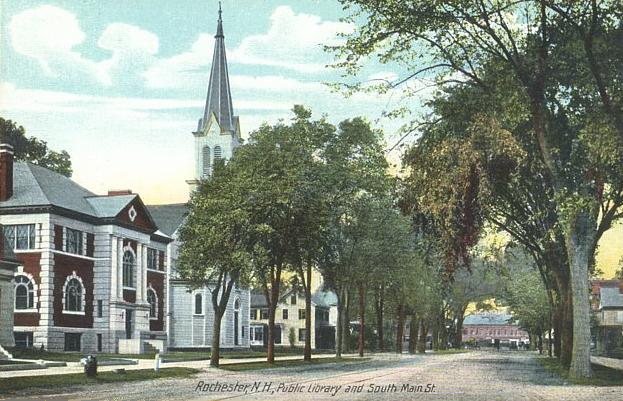
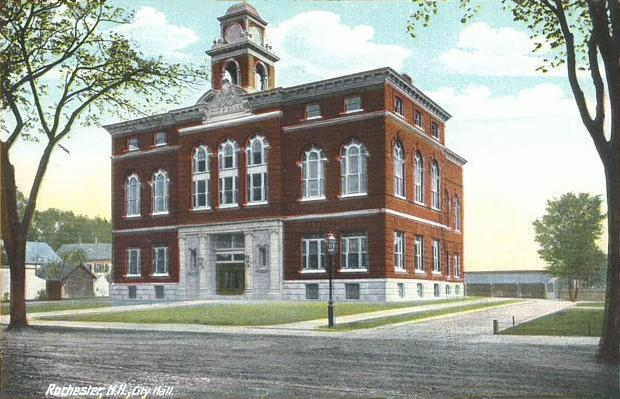
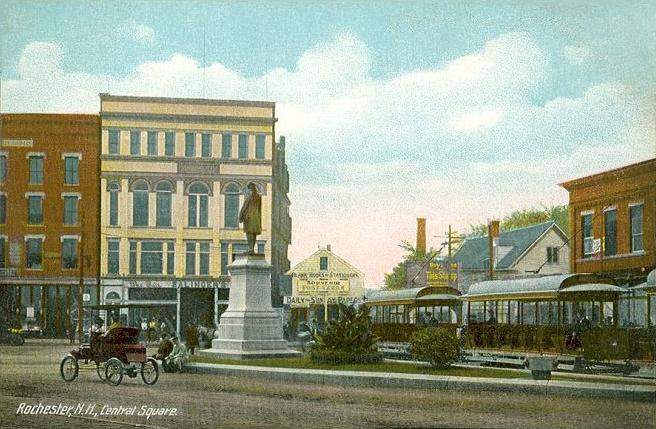
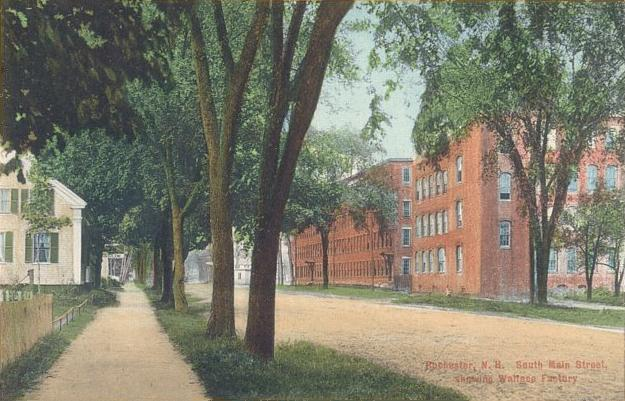
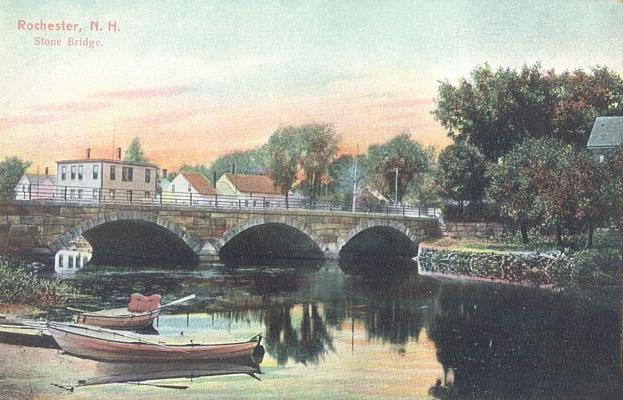
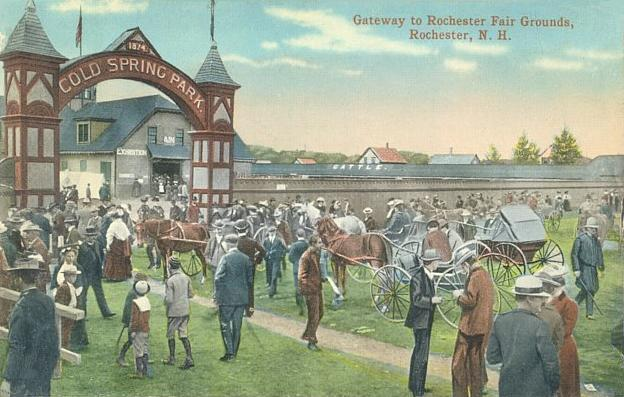